# Лягово
Лягово — упразднённая деревня в Ореховском сельском поселении Галичского района Костромской области России. Исключена из учётных данных в 2024 году.

## География
Деревня расположена на берегу речек Чёрной и Вокалица или реки Тебза.

## История
Согласно Спискам населённых мест Российской империи в 1872 году деревня относилась к 1 стану Галичского уезда Костромской губернии. В ней числилось 10 дворов, проживало 37 мужчин и 32 женщины.
Согласно переписи населения 1897 года в деревне проживал 121 человек (50 мужчин и 71 женщина).
Согласно Списку населённых мест Костромской губернии в 1907 году деревня относилась к Новографской волости Галичского уезда Костромской губернии. По сведениям волостного правления за 1907 год в ней числилось 30 крестьянских дворов и 147 жителей. Основными занятиями жителей деревни, помимо земледелия, были плотницкий и бондарный промыслы, сельскохозяйственные работы.
До муниципальной реформы 2010 года деревня также входила в состав Костомского сельского поселения.

## Население
| 2008 | 2010 | 2012 | 2014 |
| ---- | ---- | ---- | ---- |
| 0    | →0   | →0   | →0   |